# Karl Wagler
Karl Wagler (* 18. November 1887 in Leisnig; † 26. April 1975 ebenda) war ein sächsischer Stillleben- und Landschaftsmaler.

## Leben
Karl Wagler war der Sohn eines Tuchmachers. Nach einer Malerlehre und Wanderjahren besuchte er Kunstgewerbeschulen, nach der Teilnahme am Ersten Weltkrieg von 1915 bis 1918 nahm er 1920 ein Studium an der Akademie für grafische Künste und Buchgewerbe in Leipzig auf. Von 1923 bis 1925 studierte Wagler an der Münchner Kunstakademie.
1925 ließ er sich in seiner Heimatstadt Leisnig nieder und unternahm von dort aus Reisen nach Italien und Sizilien. Später folgen Studienreisen nach Island, Norwegen und ins Baltikum sowie durch große Teile des damaligen Deutschlands. Die letzten beiden Jahre des Zweiten Weltkrieges wurde er trotz fortgeschrittenen Alters als Soldat in die Wehrmacht eingezogen. Er geriet in sowjetische Gefangenschaft und kehrte im September 1945 zurück.
Nach dem Krieg arbeitete er unter anderem für die sowjetische Kommandantur in Leisnig, wurde Ortsvorsitzender des Kulturbundes der DDR und gab Volkshochschulkurse. 1957 wurde er aus dem Verband bildender Künstler ausgeschlossen, da seine Werke der ideologisch begründeten Stilrichtung des  Sozialistischen Realismus nicht entsprachen. Er bekam keine Druckgenehmigungen und keine Intelligenzrente. Trotzdem unterrichtet er weiterhin talentierte Kinder und Jugendliche. Ein bekannter Schüler war der Fotograf Dietmar Riemann. Karl Wagler starb am 26. April 1975 in Leisnig.

## Werke
Karl Wagler beteiligte sich an vielen deutschen und europäischen Ausstellungen.
Er schuf 1947 als Auftragswerk ein Landschaftsgemälde für den Sitzungssaal des Rathauses im erzgebirgischen Crottendorf. Sein Gemälde „Drei Kumpels“ wurde bei einer Ausstellung des ehemaligen Rat des Kreises Döbeln mit einem Preis bedacht.
1953 beteiligte er sich an einer Ausstellung im Berliner Pergamon-Museum mit der Federzeichnung „Malerischer Winkel“, die angekauft wurde. Dieses Motiv, den Blick zur Burg Mildenstein in Leisnig, den sogenannten „Malerwinkel“, hat er dutzende Male in vielen Techniken und zu allen Jahreszeiten  dargestellt. In seiner letzten Lebensphase entstanden von der Maltechnik her sehr interessante Arbeiten in Farbstift-Federzeichnungen gestaltete Ansichten von Leisnig und Landschaften um das sächsische Klosterbuch und Thümmlitz. Aquarelle der letzten Schaffensperiode geben die einheimische  Flora wieder.
Historische Ereignisse der Leisniger Stadtgeschichte, wie den Elster-Fritze, Zaulich und der Stadtbrand sowie die Eselstadt Leisnig stellte er in drei Federzeichnungen dar. Diese Zeichnungen wechselten 2008 aus Privatbesitz in den Besitz des Leisniger Stadtarchives.
Wagler hat mehr als 800 Ölbilder, Aquarelle und Zeichnungen hinterlassen, die sich in weiten Teilen noch heute (2012) in Privatbesitz befinden.

## Ehrungen
In Leisnig gibt es im Stiefelmuseum im Burglehn 9, Waglers ehemaliges Wohnhaus, eine Wagler-Galerie, die sich aus dem Fundus der Wagler-Stiftung speist. In der Stadt gibt es die nach ihm benannte Karl-Wagler-Straße.